# Liste der Biografien/Garl
Liste der Biografien |
Portal Biografien |
Personensuche
# |
A |
B |
C |
D |
E |
F |
G |
H |
I |
J |
K |
L |
M |
N |
O |
P |
Q |
R |
S |
T |
U |
V |
W |
X |
Y |
Z |
?
 
Ga |
Gb |
Gc |
Gd |
Ge |
Gf |
Gh |
Gi |
Gj |
Gk |
Gl |
Gm |
Gn |
Go |
Gp |
Gq |
Gr |
Gs |
Gu |
Gv |
Gw |
Gy |
Gz
 
Gaa |
Gab |
Gac |
Gad |
Gae |
Gaf |
Gag |
Gah |
Gai |
Gaj |
Gak |
Gal |
Gam |
Gan |
Gao |
Gap |
Gaq |
Gar |
Gas |
Gat |
Gau |
Gav |
Gaw |
Gax |
Gay |
Gaz
 
Gara |
Garb |
Garc |
Gard |
Gare |
Garf |
Garg |
Garh |
Gari |
Gark |
Garl |
Garm |
Garn |
Garo |
Garp |
Garr |
Gars |
Gart |
Garu |
Garv |
Garw |
Gary |
Garz
Die Liste der Biografien führt alle Personen auf, die in der deutschsprachigen Wikipedia einen Artikel haben. Dieses ist eine Teilliste mit 80 Einträgen von Personen, deren Namen mit den Buchstaben „Garl“ beginnt.

## Garl

### Garla
- Garland, Alex (* 1970), britischer Schriftsteller, Drehbuchautor und RegisseurAlex Garland (* 1970)

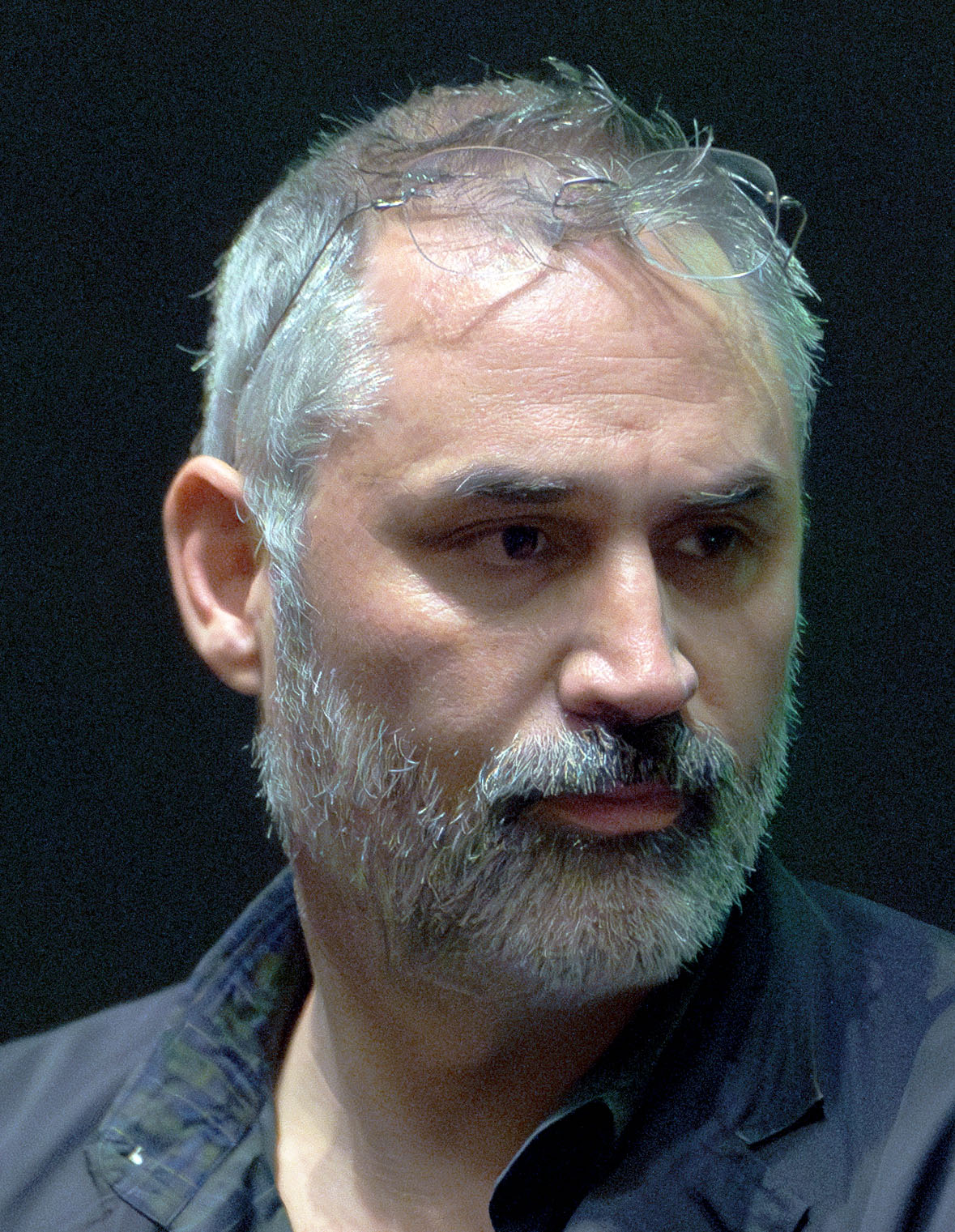
Alex Garland (* 1970)

- Garland, Angelo (* 1994), britischer Sprinter (Turks- und Caicosinseln)
- Garland, Augustus Hill (1832–1899), US-amerikanischer Jurist und Politiker
- Garland, Ben (* 1988), US-amerikanischer American-Football-Spieler
- Garland, Beverly (1926–2008), US-amerikanische Schauspielerin
- Garland, Carrington (* 1964), US-amerikanische Schauspielerin
- Garland, Charles (1898–1971), US-amerikanischer Tennisspieler
- Garland, Charles H. (1899–1984), US-amerikanischer Offizier, Geschäftsmann und Politiker
- Garland, Conor (* 1996), US-amerikanischer Eishockeyspieler
- Garland, Dale (* 1980), britischer Leichtathlet
- Garland, Darius (* 2000), US-amerikanischer Basketballspieler
- Garland, David S. (1769–1841), US-amerikanischer Politiker
- Garland, David W. (* 1955), britischer und US-amerikanischer Kriminologe und Soziologe
- Garland, Ed (1895–1980), US-amerikanischer Jazzbassist des New Orleans Jazz
- Garland, Hamlin (1860–1940), US-amerikanischer Schriftsteller
- Garland, Hank (1930–2004), US-amerikanischer Jazz- und Country-Gitarrist
- Garland, Howard (* 1937), US-amerikanischer Mathematiker
- Garland, Inés (* 1960), argentinische Journalistin und Autorin
- Garland, James (1791–1885), US-amerikanischer Politiker
- Garland, James Henry (* 1931), US-amerikanischer Geistlicher, emeritierter Bischof von Marquette
- Garland, Joanna (* 2001), taiwanische Tennisspielerin
- Garland, Joe (1903–1977), US-amerikanischer Jazzmusiker
- Garland, John Richard (1918–1964), kanadischer Politiker
- Garland, Joseph (1893–1973), US-amerikanischer Kardiologe, Herausgeber The New England Journal of Medicine
- Garland, Judy (1922–1969), US-amerikanische Filmschauspielerin und SängerinJudy Garland (1922–1969)

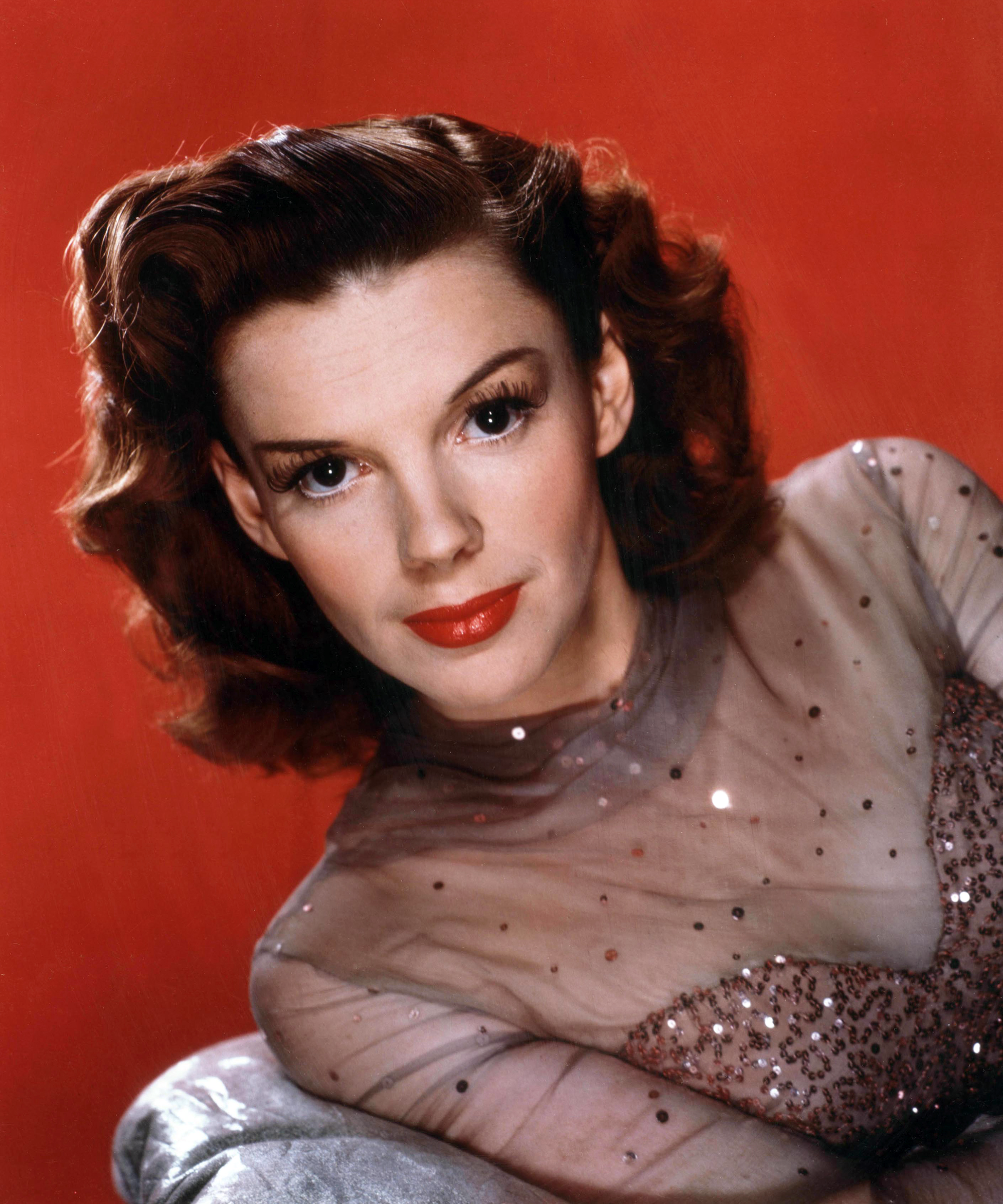
Judy Garland (1922–1969)

- Garland, Ken (1929–2021), britischer Grafikdesigner, Fotograf, Autor und Pädagoge
- Garland, Kyle (* 2000), US-amerikanischer Zehnkämpfer
- Garland, Mahlon Morris (1856–1920), US-amerikanischer Politiker
- Garland, Maria (1889–1967), dänische Schauspielerin
- Garland, Merrick B. (* 1952), US-amerikanischer Jurist
- Garland, Peter A. (1923–2005), US-amerikanischer Politiker
- Garland, Red (1923–1984), US-amerikanischer Jazz-Pianist
- Garland, Rice († 1861), US-amerikanischer Politiker
- Garland, Roger (* 1933), irischer Politiker
- Garland, Rufus King (1830–1886), US-amerikanischer Jurist, Plantagenbesitzer, Methodistenprediger, Politiker und Offizier
- Garland, Ruth (* 1891), amerikanische Schauspielerin
- Garland, Samuel junior (1830–1862), Brigadegeneral der Konföderierten Staaten von Amerika im Sezessionskrieg
- Garland, Scott (1952–1979), kanadischer Eishockeyspieler
- Garland, Seán (1934–2018), irischer Politiker, Vorsitzender der Workers Party (Irland)
- Garland, Tim (* 1966), britischer Jazzmusiker und Komponist
- Garland, Victor (1934–2022), australischer Politiker, Diplomat und Wirtschaftsmanager
- Garland, William M. (1866–1948), US-amerikanischer Sportfunktionär, Unternehmer, Kunstmäzen und Tennisspieler
- Garlande, Anseau de († 1207), Jurist des französischen Königs Philipp II. August
- Garlaschelli, Renzo (* 1950), italienischer Fußballspieler
- Garlato, Pietro (1928–2013), italienischer Geistlicher und Bischof von Tivoli
- Garlatti, Guillermo (* 1940), italienischer Geistlicher, emeritierter römisch-katholischer Erzbischof von Bahía Blanca

### Garle
- Garleff, Johann (1878–1976), deutscher Architekt und Baubeamter
- Garleff, Michael (* 1940), deutscher Historiker
- Garlepp, Bruno (1845–1916), deutscher Schriftsteller, Maler und Komponist
- Garlepp, Ewald (1905–1989), deutscher Landrat
- Garlepp, Gustav (1862–1907), deutscher professioneller Naturaliensammler, Naturalienhändler und Ornithologe
- Garlepp, Otto (1864–1959), deutscher Naturaliensammler, Naturalienhändler und Ornithologe

### Garli
- Garlichs, Ariane (* 1936), deutsche Reformpädagogin und emer. Professorin
- Garlichs, August (1694–1754), Regierungsrat, Deichgraf
- Garlichs, Bernhard (1770–1818), Abgeordneter und Präsident des Arrondissementrats Jever, Bürgermeister von Jever
- Garlichs, Burchhard (* 1969), deutscher Künstler mit den Schwerpunkten Installationen, Medien-, Objekt- und Konzeptkunst im städtischen Raum
- Garlichs, Christoph D. (* 1964), deutscher Kardiologe und Angiologe, Geschäftsführender Oberarzt und Professor an der Universität Erlangen
- Garlichs, Diedrich (1679–1759), Kaufmann in Amsterdam, Stifter und Erblasser gemeinnütziger und kunstfördernder Vermächtnisse
- Garlichs, Dietrich (* 1947), deutscher Manager und Geschäftsführer der DDG (2010–2017)
- Garlichs, Georg Nikolaus (* 1965), deutscher Ökonom, Chief Financial Officer (CFO) der ESMT
- Garlichs, Gerhard Christian (1778–1830), deutscher Kunstsammler und Mäzen
- Garlichs, Greta (* 1996), deutsche Politikerin (Bündnis 90/Die Grünen)Greta Garlichs (* 1996)

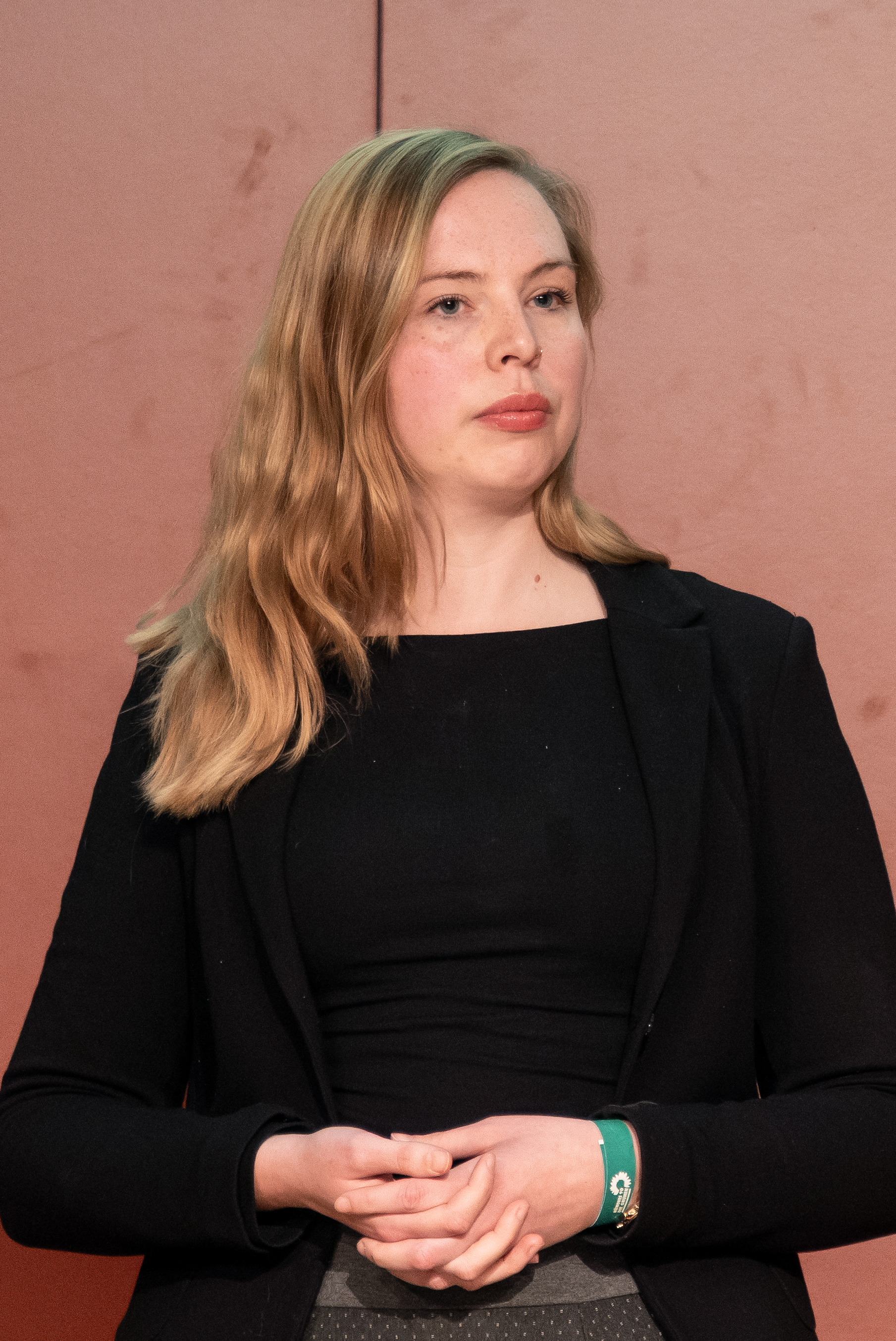
Greta Garlichs (* 1996)

- Garlichs, Hermann (1807–1865), deutscher Theologe, Präses des „Deutsch-Evangelischen Kirchenvereins des Westens“ der USA
- Garlichs, Rudolf (1892–1980), deutscher Landwirt, Abgeordneter und Bürgermeister
- Garlick, Eunice Harriett (1883–1951), neuseeländische Fotografin
- Garlick, Jessica (* 1981), walisische Popsängerin
- Garlicki, Lech (* 1946), polnischer Jurist, Richter am Europäischen Gerichtshof für Menschenrechte
- Garlik, Franz, deutscher Musiker, Sänger und Schauspieler
- Garlik, Karl (1886–1954), tschechoslowakischer Politiker (SdP)
- Garlin, Bunji (* 1978), trinidadischer Soca-Sänger und -Komponist
- Garlin, Dorothea, deutsche Schauspielerin, Hörspiel- und Synchronsprecherin
- Garlin, Jeff (* 1962), US-amerikanischer Schauspieler, Drehbuchautor und RegisseurJeff Garlin (* 1962)

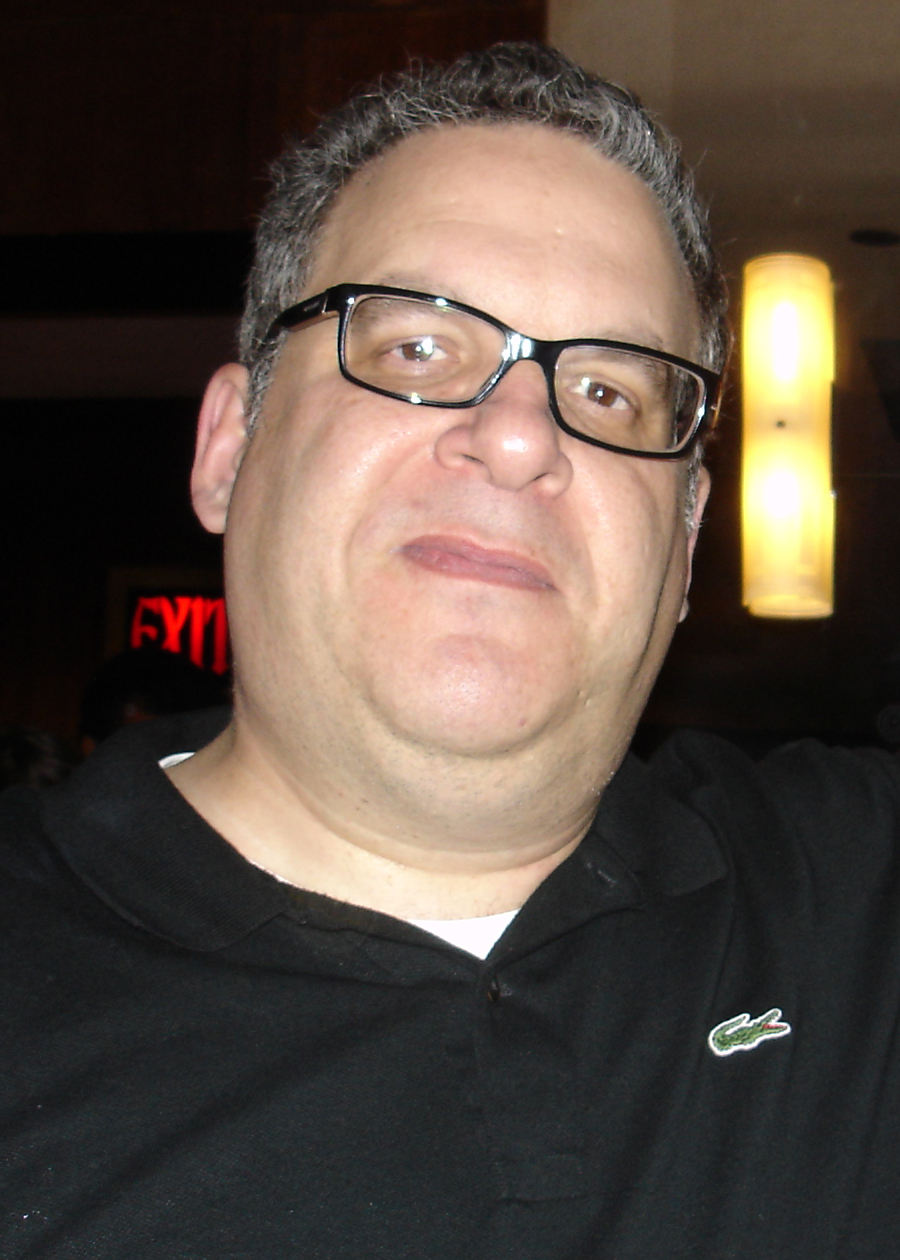
Jeff Garlin (* 1962)

- Garling, Adolf (1925–2022), deutscher Politiker (SED)
- Garling, Karin (* 1959), bremische Politikerin (SPD), MdBB
- Garling, Tom (* 1965), US-amerikanischer Jazzposaunist, Arrangeur und Komponist
- Garlington, Ernest Albert (1853–1934), US-amerikanischer Brigadegeneral (U.S. Army)
- Garlington, Lee (* 1953), US-amerikanische Schauspielerin
- Garlińska-Hansen, Zofia (1924–2013), polnische Architektin
- Garlits, Don (* 1932), US-amerikanischer Rennfahrer
- Garlitsky, Boris (* 1952), russischer Geiger und Musikpädagoge